# Gaspar Valero Martí
Gaspar Valero Martí (Palma, 1 de març de 1958) és un historiador i escriptor mallorquí.
A nivell divulgatiu, a més de la publicació de diverses obres, la seva tasca s'ha centrat en la realització de rutes històriques i culturals, així com col·laboracions amb ajuntaments de Mallorca, destinades al públic general. També participà en el programa televisiu Temps era temps, entre 2006 i 2007, sobre la història de Mallorca, que presentà juntament amb Raphel Pherrer.

## Obres[calcitació]
- "Inventari de l'Arxiu municipal d'Escorca (1980)
- "Inventari de l'Arxiu Municipal de Búger" coautor amb Joan Ensenyat, Elvira González Gonzalo y Dolores Medrano.(1981)
- "Inventari de l'Arxiu Municipal d'Algaida" coautor amb Elvira González Gonzalo (1983)
- "Inventari de l'Arxiu Municipal de Consell" coautor amb Elvira González Gonzalo i Dolores Medrano. Publicacions del Consell Insular de Mallorca. Serie Arxius, Instruments de descripció documental nº 3. Palma (1987).
- "Inventari de l'Arxiu Municipal de Muro" (1988)
- "Elements de la societat pre-turística mallorquina" (1989) Coautor.
- "Geografia de la Trapa" (1992) amb imatges de l'Institut d'Estudis Baleàrics.
- "Itineraris pel Centre Històric de Palma" (1992).
- "Camins i paisatges. Itineraris culturals per l'illa de Mallorca (1992-93).
- "Palma, ciutat de llegenda" (1995)
- "Guia de Bellver" (1995)
- "La vila de Sineu: Intinerari cultural i patrimonial" coautor amb Mossèn Bartomeu Mulet i amb il·lustracions de Ricardo Gago (1999)
- "Guia de Passeig" (1999)
- "La llarga ruta de l'excursionisme mallorquí" 2001
- "Palma, Guía Turística" (2002)
- "Estudios de artes y costumbres populares" (2006) Coordinat per Felip Munar i Munar.ISSN: 0210-9441, Nº 113-116
- "Monografia històrica sobre: Els 700 anys del mercat de Sineu" (2007) coautor amb Joan Sastre Balaguer i Mn Bartomeu Mulet.
- "Possessions de Palma" escrita amb Roberto Fernández (Col·lecció Illa de la Calma de Olañeta i amb el patrocini del Consell Insular de Mallorca).
- "La Serra de Tramuntana" escrita amb Imma Planas.
- "Els noms del Fora Porta de la Ciutat de Mallorca" (2008)
- "La Germania a Alcúdia", en col·laboració amb Francesca Serra (2008)
- "Monografia històrica sobre: Les possessions de Sineu. Història i patrimoni." (2010) coautor amb Joan Sastre i Balaguer i Mn Bartomeu Mulet i Ramis.

Ha col·laborat en les Guies dels Pobles de Mallorca, editades pel diari del Grup Serra; pel Diari de Balears, i la Gran Enciclopèdia de Mallorca.